# الحميمة الجنوبية
الحميمة الجنوبية أو بركة الحميمة الجنوبية أو الحسني هو موقع أثري، ويعد أحد منازل درب زبيدة. تقع في منطقة القصيم وسط المملكة العربية السعودية.

## الموقع
تقع الحميمة الجنوبية بالقرب من خط القصيم المدينة القديم شرق الجفن بحوالي 2 كم، وشمالًا من بلدة الحميمة بكيلو متر واحد والواقعة بينها وبين الطريق، وهي في الجزء الشرقي من جبل الحميمة.

## التاريخ
تُعد الحميمة الجنوبية أحد منازل درب زبيدة. قال عنها الحربي «وعلى ستة أميال من قرورا من طريق النقره بركة مدوره تسمى الحسنى». وأشار ياقوت الحموي إلى نفس الموضع بقوله «الحسنى بئر على ستة أميال من متعشى قرورى».

## الوصف
تظهر في هذا الموقع عدد من المنشآت المعمارية أبرزها بركة دائرية الشكل طول قطرها 28.5 مترا٬ إلى جانبها مصفاة على هيئة بركة مستطيلة الشكل أبعادها (6.5×2م). كما يحتوي الموقع على تل أثري تظهر على سطحه جدران مشيدة باللبن٬ ومكسوة من الداخل بطبقة جيرية بيضاء رقيقة.